# Shoki (conte japonais)
Pour l'avion du même nom, voir Shoki.
L'empereur Hsuan-sung (Tang Xuanzong 唐玄宗 ), connu au Japon sous le nom de Genso-kotei a régné sur la Chine de 714 à 755. Il est l'acteur principal du conte qui va suivre.

## Le conte
Une journée, alors qu'il dort profondément, Genso-kotei fait un horrible cauchemar. Il rêve qu'il est jeté au sol par une horde de petits démons tout droit sortis de l'enfer. L'un d'entre eux, grimpé sur son dos, le frappe avec une flûte qu'il a dérobée à Yokihi, la concubine favorite de l'empereur.
Arrivé à ce point de son rêve, l'empereur voit apparaître un géant barbu qui disperse sur-le-champ les démons qui le tourmentent, tuant certains d'entre eux, en chassant d'autres ou faisant purement et simplement disparaître ceux qui restent encore.
Le géant se présente à lui sous le nom de Shoki (Chang Kuo) qui vivait il y a une centaine d'années, sous le règne de l'empereur Koso. Il s'est suicidé en se fracassant le crâne contre un rocher pour avoir désobéi à son empereur: par deux fois, il ne s'est pas présenté au poste officiel que lui destinait Koso.
Ému par son geste de désespoir, l'empereur lui accorde des funérailles nationales avec tous les honneurs dus à un ministre d'État (poste qu'aurait dû occuper Shoki de son vivant). Rempli de gratitude, l'âme du bon géant décide d'assurer désormais la protection des descendants de Koso.
À son réveil, Genso-kotei convoque le meilleur peintre du pays et lui ordonne de faire le portrait de Shoki selon sa description. Des exemplaires de cette œuvre sont distribués dans tout l'empire montrant Shoki en train de dompter des démons. Ces portraits sont exportés jusqu'au Japon où ils deviennent très populaires. Shoki est considéré, dans ce pays, comme le dompteur et l'exterminateur de toutes sortes de démons.